# Давыдковцы (Тернопольская область)
Давыдковцы (укр. Давидківці) — село в Колындянской сельской общине Чортковского района Тернопольской области Украины.
Население по переписи 2001 года составляло 1082 человека. Почтовый индекс — 48553. Телефонный код — 3552.